# Chrysometa decolorata
Chrysometa decolorata là một loài nhện trong họ Tetragnathidae.
Loài này thuộc chi Chrysometa. Chrysometa decolorata được Octavius Pickard-Cambridge miêu tả năm 1889.